# Joe Gambardella
Joseph "Joe" Gambardella, född 1 december 1993, är en amerikansk professionell ishockeyforward som är kontrakterad till Edmonton Oilers i National Hockey League (NHL) och spelar för Bakersfield Condors i American Hockey League (AHL). Han har tidigare spelat för UMass Lowell River Hawks (University of Massachusetts Lowell) i National Collegiate Athletic Association (NCAA) och Des Moines Buccaneers i United States Hockey League (USHL).
Gambardella blev aldrig NHL-draftad.

## Statistik
| 2010–2011   | New Jersey Rockets       | MetJHL      | 37  | 33 | 36 | 69  | 19 | 2 | 1 | 0 | 1 | 2 |
|             | New Jersey Rockets       | AtJHL       | 3   | 0  | 1  | 1   | 0  | — | — | — | — | — |
| 2011–2012   | New Jersey Rockets       | AtJHL       | 24  | 21 | 7  | 28  | 25 | — | — | — | — | — |
|             | Des Moines Buccaneers    | USHL        | 31  | 4  | 5  | 9   | 2  | — | — | — | — | — |
| 2012–2013   | Des Moines Buccaneers    | USHL        | 48  | 15 | 21 | 36  | 26 | — | — | — | — | — |
| 2013–2014   | UMass Lowell River Hawks | NCAA        | 41  | 5  | 5  | 10  | 8  | — | — | — | — | — |
| 2014–2015   | UMass Lowell River Hawks | NCAA        | 38  | 14 | 16 | 30  | 6  | — | — | — | — | — |
| 2015–2016   | UMass Lowell River Hawks | NCAA        | 40  | 10 | 27 | 37  | 2  | — | — | — | — | — |
| 2016–2017   | UMass Lowell River Hawks | NCAA        | 41  | 18 | 34 | 52  | 22 | — | — | — | — | — |
|             | Bakersfield Condors      | AHL         | 6   | 1  | 2  | 3   | 0  | — | — | — | — | — |
| 2017–2018   | Bakersfield Condors      | AHL         | 50  | 13 | 6  | 19  | 16 | — | — | — | — | — |
| 2018–2019   | Edmonton Oilers          | NHL         | 1   | 0  | 0  | 0   | 0  | — | — | — | — | — |
|             | Bakersfield Condors      | AHL         | 28  | 12 | 9  | 21  | 17 | — | — | — | — | — |
| NHL totalt  | NHL totalt               | NHL totalt  | 1   | 0  | 0  | 0   | 0  | — | — | — | — | — |
| AHL totalt  | AHL totalt               | AHL totalt  | 84  | 26 | 17 | 43  | 33 | — | — | — | — | — |
| NCAA totalt | NCAA totalt              | NCAA totalt | 160 | 47 | 82 | 129 | 38 | — | — | — | — | — |
| USHL totalt | USHL totalt              | USHL totalt | 79  | 19 | 26 | 45  | 28 | — | — | — | — | — |